# Laurențiu Rus
Laurențiu Daniel Rus (n. 7 mai 1985, Cluj-Napoca, România) este un fotbalist român retras din activitate, care a jucat pe post de mijlocaș la echipe ca Liberty Oradea, Dinamo și U Cluj.
Și-a făcut junioratul la Universitatea Cluj, dar în 2004, la 19 ani, a părăsit gruparea din Cluj Napoca, pentru că nu intra în vederile antrenorului echipei, Ion Marin.
A semnat pentru Liberty Salonta, alături de care a evoluat în Liga a II-a și Liga a III-a. În 2006 s-a mutat în Ungaria, la FC Sopron, echipă patronată de Marius Vizer care este și acționarul principal la Liberty.
La Sopron l-a avut ca antrenor pe italianul Dario Bonetti.
După un an a revenit în România, la Salonta, unde a jucat până în 2009, când, odată cu venirea lui Bonetti la Dinamo, a fost chemat pentru probe de joc. A impresionat în pregătiri, și a semnat un contract pentru trei sezoane cu echipa bucureșteană.
A debutat în Liga 1 la 1 august 2009, în meciul susținut de Dinamo în deplasare la Universitatea Craiova.
În ianuarie 2011, a fost împrumutat pentru șase luni la FCM Târgu Mureș.